# Bolchaïa Fiokhtalma
Bolchaïa Fiokhtalma (en russe : Большая Фёхтальма) est un hameau russe de la municipalité de Tchekouïevo situé dans le raïon d'Onega dans le nord-ouest de l'oblast d'Arkhangelsk. Il fait partie du Nord russe, se trouve sur la rive droite du fleuve Onega, et sa population s'élevait à 62 habitants en 2012.  

## Géographie
Bolchaïa Fiokhtalma est située dans le coin nord-ouest de l'oblast d'Arkhangelsk, un sujet de Russie européenne qui fait partie du district fédéral du Nord-Ouest. La localité se trouve dans le sud du raïon d'Onega, un des  raïons de l'oblast. Le hameau se trouve à environ 136 kilomètres au sud-est du centre administratif du raïon, la ville d'Onega. 
Bolchaïa Fiokhtalma se trouve sur la rive gauche du fleuve Onega, qui se jette dans la mer Blanche.
Le hameau fait partie de la municipalité de Tchekouïevo, qui a comme chef-lieu Antsiferovski Bor. Bolchaïa Fiokhtalma, comme tout l'oblast d'Arkhangelsk, est située dans le fuseau horaire MSK (heure de Moscou).  Le décalage horaire appliqué par rapport au temps universel coordonné est +03:00.

## Démographie
Recensements (*) ou estimations de la population,,:
En 2002, la population était à 94 % composée de Russes.
|       | \| 2002* \| 2010* \| 2012 \| - \| \| ----- \| ----- \| ---- \| - \| \| 89 \| 61 \| 62 \| - \| |      |   |
| 2002* | 2010*                                                                                         | 2012 | - |
| 89    | 61                                                                                            | 62   | - |

## Culture locale et patrimoine
L'église Notre-Dame de Kazan, construite à la fin du XIXe siècle,  se situe dans le village. Le monument est classé objet patrimonial culturel de Russie d'importance régionale.

L'église du hameau :
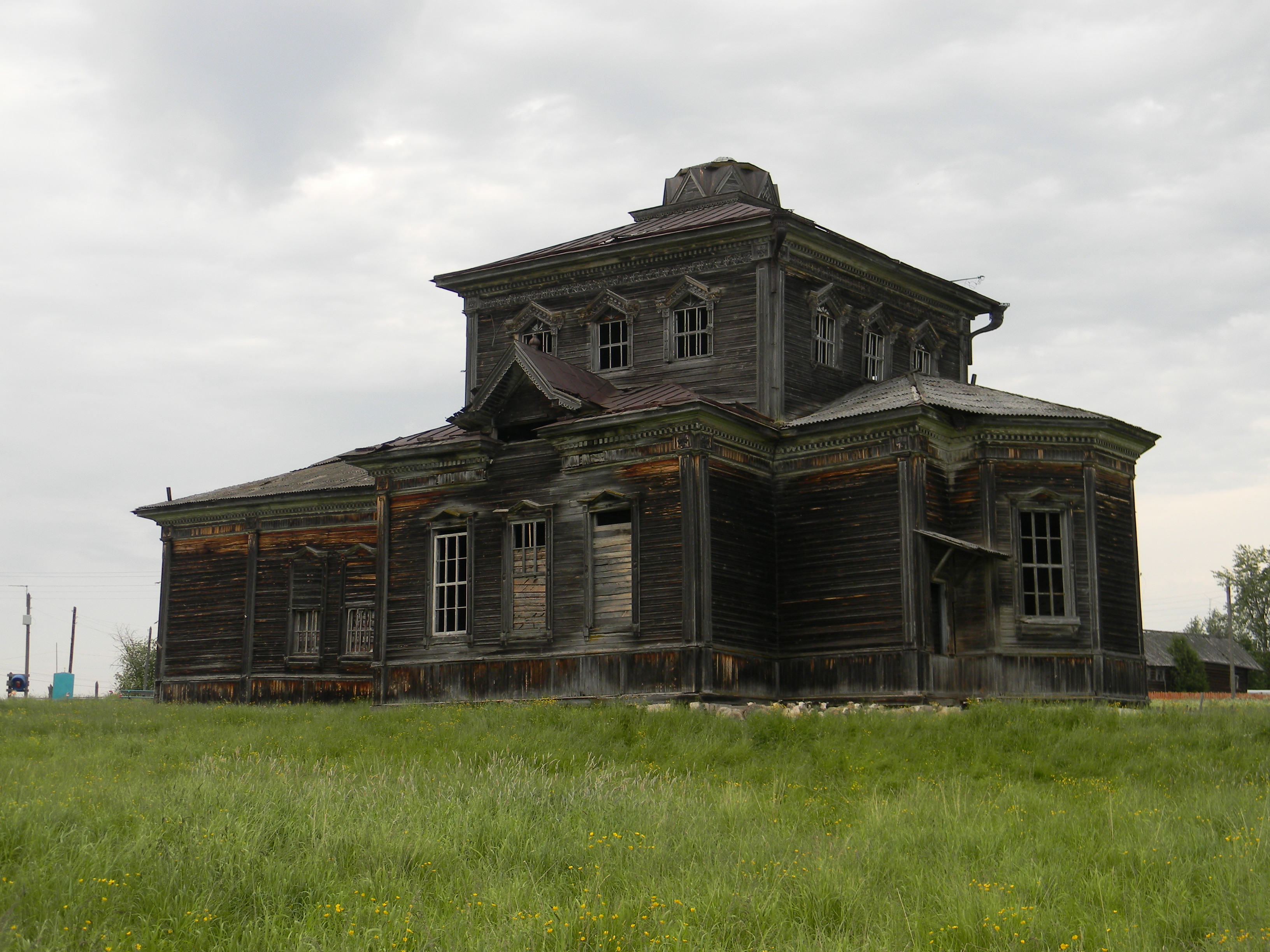
L'église.
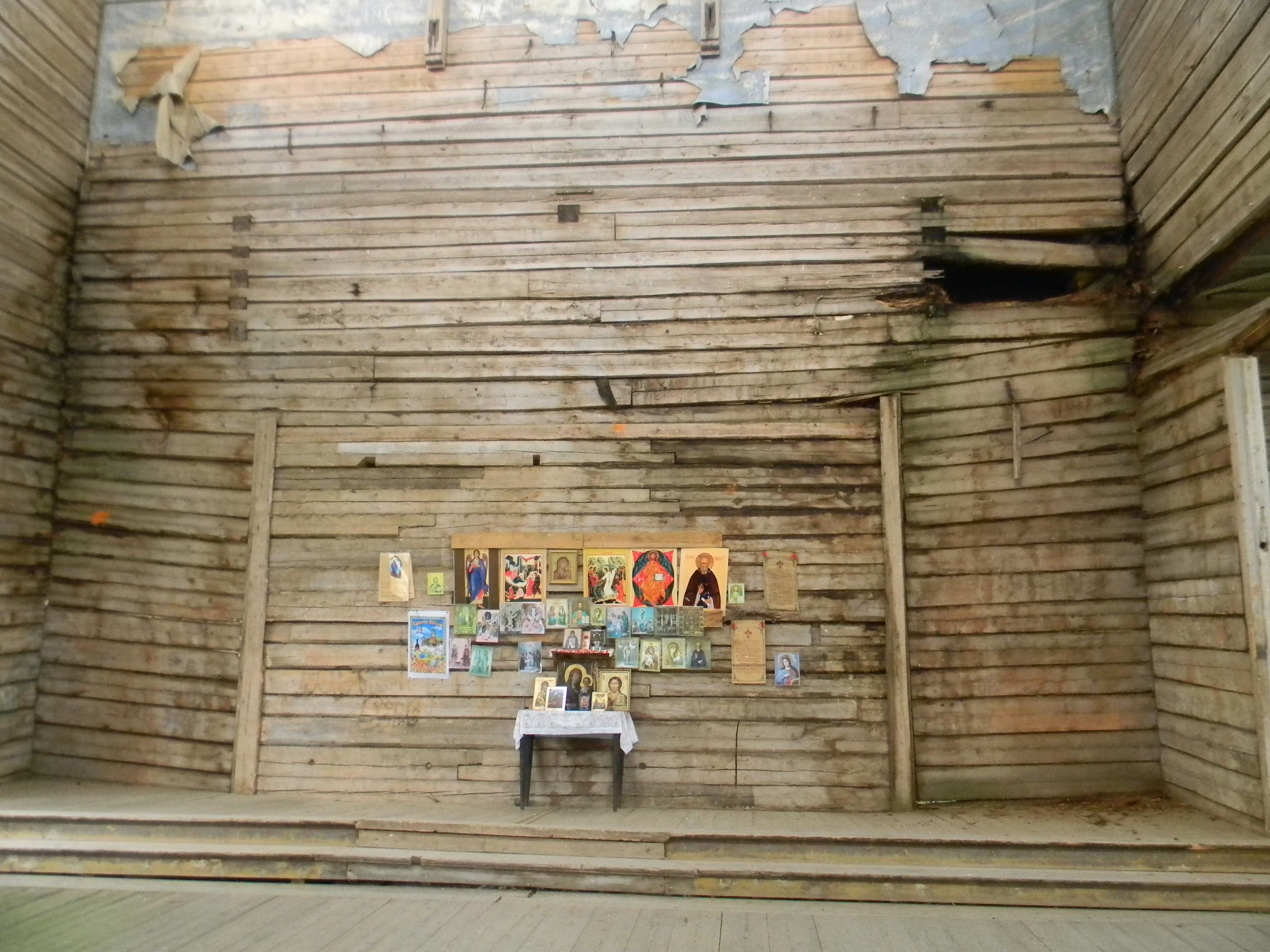
Intérieur en 2016.
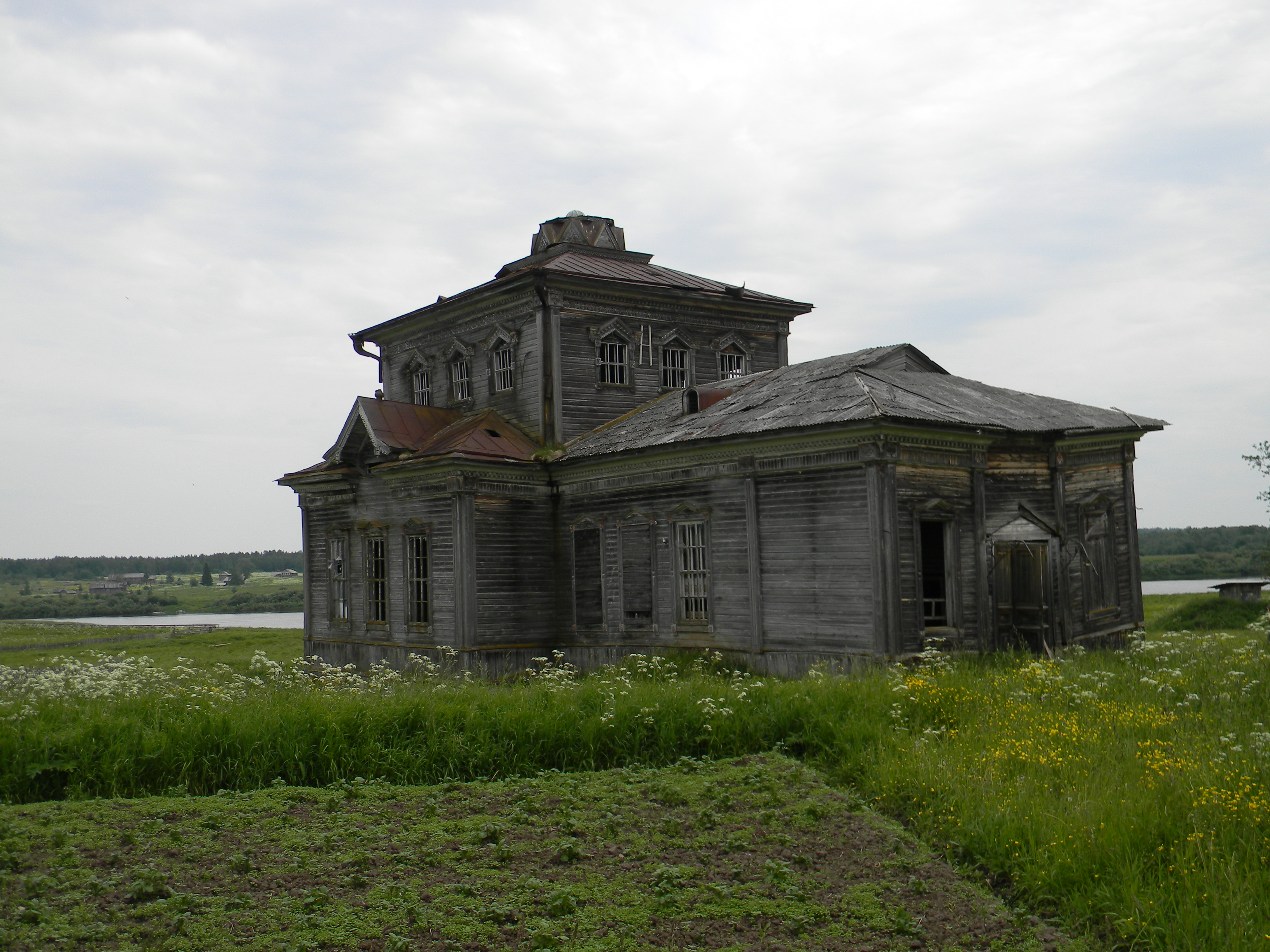
Autre vue avec en arrière-plan le fleuve Onega.